# Georgeta Damian

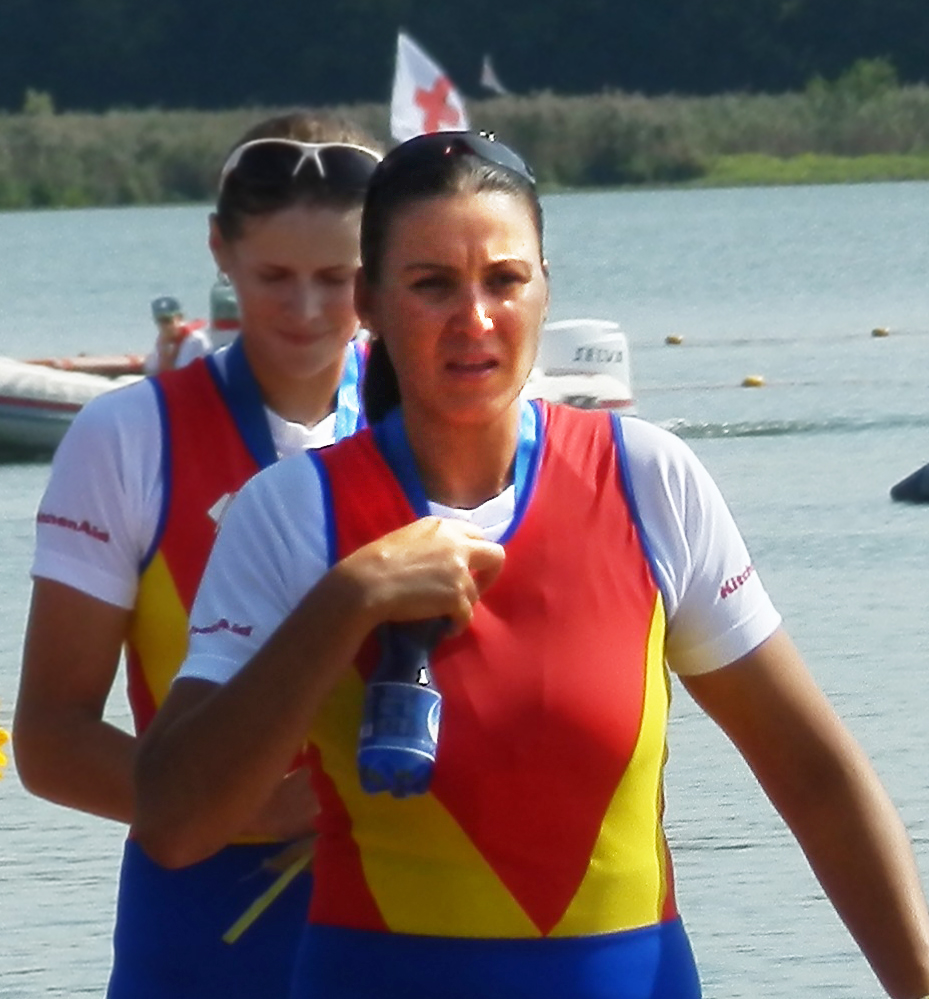
Georgeta Damian bei den Ruder-Europameisterschaften 2012 in Varese, Italien

Georgeta Andrunache geb. Damian (* 14. April 1976 in Dracșani, Kreis Botoșani) ist eine rumänische Ruderin und gilt mit 5 olympischen Goldmedaillen als eine der erfolgreichsten Sportlerinnen in ihrer Disziplin.

## Karriere
Im Alter von 13 Jahren begann sie mit dem Rudersport. Sie studierte Physik und Sport an der Universität George Bacovia Bacău. Ihr Heimatclub ist der CS Dinamo Bukarest. Sie wird von Nicolae Gioga trainiert und ist seit 2006 verheiratet.
Am 26. September 2000 gewann sie bei den Olympischen Sommerspielen 2000 in Sydney zweimal die Goldmedaille. Mit ihrer damaligen Partnerin Doina Ignat siegte sie im Zweier ohne Steuerfrau vor einem Team aus Australien und den USA. In der Königsklasse, dem Achter, konnte ihr Team ebenfalls gewinnen. Sie erreichte den Erfolg zusammen mit Doina Ignat, Viorica Susanu, Maria Magdalena Dumitrache, Veronica Cochela, Liliana Gafencu, Elena Georgescu, Elisabeta Lipă und Ioana Olteanu.
Bei den Olympischen Sommerspielen 2004 in Athen schließlich gewann sie am 21. August 2004 zusammen mit ihrer damaligen Partnerin im Achter Viorica Susanu erneut die Goldmedaillen im Zweier ohne Steuerfrau, und am 22. August auch im Achter.
Der Medaillenregen war für sie aber noch nicht vorbei, auch in Peking zu den Olympischen Spielen 2008 konnte sie nochmal eine Goldmedaille mit ihrer Ruder-Partnerin Viorica Susanu im Zweier ohne Steuerfrau vor den Chinesinnen und Weißrussinnen erringen. Am folgenden Tag gewann sie auch noch im Achter eine Bronze-Medaille zusammen mit Enikő Barabás, Constanța Burcică, Doina Ignat, Simona Mușat, Ioana Papuc, Rodica Șerban, Viorica Susanu und Elena Georgescu.
Nach dreijähriger Pause kehrte Andrunache 2012 zurück auf die Regattastrecke und belegte zusammen mit Viorica Susanu den dritten Platz beim Weltcup in München. Bei den Olympischen Spielen in London belegten die beiden den fünften Platz.
Andrunache wurde im Jahr 2000 mit dem Treudienst-Orden im Rang eines Kommandeurs ausgezeichnet.